# Talco, Texas
Talco là một thành phố thuộc quận Titus, tiểu bang Texas, Hoa Kỳ. Năm 2010, dân số của xã này là 516 người.

## Dân số
- Dân số năm 2000: 570 người.
- Dân số năm 2010: 516 người.